# 松本雄吉
松本 雄吉（まつもと ゆうきち、1946年10月10日 - 2016年6月18日）は、日本の演出家、劇団維新派主宰。

## 略歴
1946年、熊本県生まれ。大阪教育大学で美術を専攻。 
1968年、「舞台空間創造グループ」を結成。
1970年、維新派を結成。 以降、関西地域を中心に野外をステージにして演劇を行う。
1981年、大阪府堺市に稽古場兼劇場「化身塾」を開設。
1999年、『水街』で大阪府舞台芸術賞受賞。2002年『カンカラ』で朝日舞台芸術賞受賞。
2000年に海外初公演をオーストラリア・アデレードフェスティバルで上演し、以後、ヨーロッパ・南米でのツアーに加え、オセアニアツアー、シンガポールなど海外から多数の招聘に応じた。
2011年に紫綬褒章、2013年に大阪市市民表彰、2014年に大阪市文化祭賞優秀賞、2015年に大阪文化賞を受賞した。
2016年6月18日3時25分、食道癌のため大阪市内の病院で死去。69歳没。

## 文献
- 西堂行人『蜷川幸雄×松本雄吉　二人の演出家の死と現代演劇』作品社、2017年
- 『維新派・松本雄吉』リトルモア、2018年。劇作以外の集成、回想写真
- 永田靖編『漂流の演劇（維新派のパースペクティブ）』大阪大学出版会、2020年